# Ревиль, Альберт
Альберт Реви́ль (фр. Albert Réville; 3 ноября 1826 года, Дьеп — 25 октября 1906 года, Париж) — французский протестантский пастор и богослов; автор многочисленных трудов по истории религии. Состоял профессором истории религий в парижском Коллеж де Франс.
Сын — Жан Ревиль, также протестантский богослов (фр. Jean Réville, 1855—1908).

## Труды
Главнейшие сочинения Ревиля:
- «De la Rédemption» (1859),
- «Essais de critique religieuse» (1860, 2 изд., 1869),
- «Études critiques sur l’évangile selon saint Mathieu» (1862),
- «La vie de Jésus de M. Renan» (1864),
- «Manuel d’instruction religieuse» (2 изд., 1866),
- «Théodore Parker» (1865);
- «Histoire du dogme de la divinité de Jésus-Christ» (1868, 2 изд., 1876),
- «L’enseignement de Jésus-Christ» (1870),
- «Prolégomènes de l’histoire des religions» (1880,4 изд. 1886),
- «Histoire des religions» (1883—89; т. 1—4, излагающие религии дикарей, мексиканцев, перуанцев, китайцев).